# 김천 상무 FC
김천 상무 FC(Gimcheon Sangmu Football Club)는 대한민국 경상북도 김천시에 있는 축구 선수단이다. 김천시민프로축구단이 운영하는 남자 프로 축구단이며, 2021년에 창단되었다. 김천시를 연고로 하고 2021년 시즌부터 K리그에 참가하고 있다. 2020년 12월 8일에 선수단 명칭이 '김천 상무 FC'로 확정되었다.
1984년 육군, 해군, 공군으로 따로 운영되어 오던 군 경기 단체들이 국군체육부대로 통합 발족하면서 창단되었다. 1985년 실업 리그에서 우승을 차지하여 프로 리그로 승격하였으나, 군 팀이라는 한계로 인하여 1년 만에 실업 리그로 복귀하였다. 이후 계속 실업 리그에 참가하다가 2003 시즌 다시 K리그로 진출하였다. 또한 상무 2군은 1군과 별개로 2003년부터 2005년까지 실업 리그인 K2리그에 경기도 이천을 연고지로 하여 이천 상무라는 구단 명칭으로 활동했다가 통합되어 프로 2군 리그인 R리그에서 활동했었다.
국군체육부대 산하의 축구단으로 대한축구협회 소속 선수들이 대한민국 헌법에서 규정된 국가의 의무인 국방의 의무를 수행하기 위하여 들어온다. 상무 소속 선수들은 대한민국 육군의 현행 병역 기간과 마찬가지로 18개월을 보내야 하며 해마다 지원하는 선수들과 병역 연기 만기일이 된 선수들로 구성되는데, 그 선수들이 대한민국 내에서 뛰든 외국에서 뛰든 동일하게 적용된다. 그리고 병역 기간이 끝나면 자신의 이전 소속 팀으로 돌아간다. 따라서 상무는 외국인 선수를 받지 않고 있다.
실정적으로 상무의 역사는 1984년 창단 때부터 계속 이어져 내려오고 있지만, 한국프로축구연맹에서는 1984년 창단한 상무, 그리고 2003년부터 2010년까지 광주광역시를 연고로 활동했던 때의 광주 상무 불사조, 2011년부터 현재까지 활동하고 있는 상주 상무 축구단의 역사를 모두 통일하지 않고 각각의 개별 구단처럼 기록이 분리하고 있다. 그러나 대한축구협회의 경우 상무 축구단의 기록을 모두 포함하여 기록하고 있으며 실제로 상대전적의 경우 상무 축구단, 광주 상무 피닉스의 기록을 상주 상무 축구단의 기록으로 인정하고 있다.
2013년 현재 AFC의 클럽 라이선스 기준에 맞추기 위해 법인화를 완료한 상태로, 1부 리그인 K리그 클래식에서 뛰는 데는 아무런 제도적 문제가 없다. 하지만 AFC는 선수들의 신분이 완전한 프로 선수가 아님을 이유로 들어 AFC 챔피언스리그에의 참가 자격이 없다고 통보했고 따라서 K리그1에서 최종순위가 3위 내에 들거나 코리아컵에서 우승을 한다 하더라도 AFC 챔피언스리그 엘리트 출전권은 부여받지 못하며 대신 K리그1 우승, 준우승, 4위팀과 코리아컵 준우승팀에게만 돌아가는 것으로 처분이 내려졌다.

## 역사

### 김천 상무 (2021~현재)
상무가 2021년부터 경상북도 김천시에 둥지를 틀었다. 김천시는 사단법인 설립, 한국프로축구연맹 클럽 가입 절차를 거쳐 김천 상무 FC로 출범하였다.
2021년 2월 23일 출범식을 가지고 공식적으로 김천 시대를 열었다.

## 선수 명단
참고: FIFA 자격 규정에 따라 소속된 국가대표팀 국기를 표시합니다. 선수는 복수의 FIFA 비회원국 국적을 가지고 있을 수 있습니다.
| 번호 | 포지션 | 국적 | 이름   |
| ---- | ------ | ---- | ------ |
| 2    | MF     |      | 이현식 |
| 5    | DF     |      | 김강산 |
| 6    | FW     |      | 김경준 |
| 7    | FW     |      | 김승섭 |
| 8    | MF     |      | 이승원 |
| 11   | FW     |      | 이동준 |
| 13   | DF     |      | 오인표 |
| 14   | MF     |      | 이동경 |
| 15   | FW     |      | 김찬   |
| 16   | MF     |      | 김준호 |
| 18   | FW     |      | 원기종 |
| 19   | FW     |      | 박상혁 |
| 20   | DF     |      | 박찬용 |
| 21   | GK     |      | 김태훈 |
| 22   | DF     |      | 최예훈 |
| 23   | GK     |      | 이주현 |
| 24   | MF     |      | 홍욱현 |
| 27   | FW     |      | 추상훈 |
| 28   | MF     |      | 맹성웅 |
| 31   | GK     |      | 백종범 |
| 33   | DF     |      | 박대원 |
| 34   | DF     |      | 박철우 |

| 번호 | 포지션 | 국적 | 이름   |
| ---- | ------ | ---- | ------ |
| 35   | MF     |      | 이정택 |
| 36   | DF     |      | 김태환 |
| 37   | FW     |      | 김주찬 |
| 38   | DF     |      | 이찬욱 |
| 39   | FW     |      | 이건희 |
| 40   | MF     |      | 전병관 |
| 41   | GK     |      | 문현호 |
| 42   | MF     |      | 고재현 |
| 43   | DF     |      | 박세진 |
| 44   | MF     |      | 이수빈 |
| 45   | MF     |      | 김이석 |
| 46   | DF     |      | 김민규 |
| 47   | FW     |      | 김인균 |
| 48   | DF     |      | 김현우 |
| 49   | MF     |      | 민경현 |
| 50   | DF     |      | 박진성 |
| 51   | MF     |      | 박태준 |
| 52   | DF     |      | 임덕근 |
| 66   | DF     |      | 박수일 |
| 77   | DF     |      | 유선   |

## 스태프
- 감독: 정정용
- 수석코치: 성한수
- 코치: 이문선
- 골키퍼 코치: 서동명

## 주요 성적

### 국내 대회
- K리그1 : 3위 (2024)
- K리그2 : ● 우승  (2021, 2023)

### 역대 성적
| 시즌 | 리그   | 리그 | 리그 | 리그 | 리그 | 리그 | 리그 | 리그 | 리그 | 리그 | FA컵 | ACL | 기타 |
| 시즌 | 디비전 | 경기 | 승   | 무   | 패   | 득   | 실   | 차   | 승점 | 순위 | FA컵 | ACL | 기타 |
| ---- | ------ | ---- | ---- | ---- | ---- | ---- | ---- | ---- | ---- | ---- | ---- | --- | ---- |
| 2021 | 2      | 36   | 20   | 11   | 5    | 60   | 34   | +26  | 71   | 1↑   | 8강  | -   | -    |
| 2022 | 1      | 38   | 8    | 14   | 16   | 45   | 48   | -3   | 38   | 11↓  | 3R   | -   | 0    |
| 2023 | 2      | 36   | 22   | 5    | 9    | 71   | 37   | +34  | 71   | 1↑   | 3R   | -   | -    |
| 2024 | 1      | 38   | 18   | 9    | 11   | 55   | 41   | +14  | 63   | 3    | 16강 | -   |      |
| 2025 | 1      | 38   |      |      |      |      |      |      |      |      | 16강 | -   |      |

## 클럽 역대 인물

### 선수 선발

#### 자격 기준
- 연령은 선수선발 지원서 접수일 현재 만 27세 이하

#### 연도별 입대 명단
| 입대년도 | 선수                                           | 선수 |
| 입대년도 | GK                                             | 일반 |
| -------- | ---------------------------------------------- | --- |
| 2021     | 구성윤, 강정묵                                 | 서진수, 권혁규, 연제운, 정승현, 하창래, 김주성, 최준혁, 정현철, 명준재, 유인수, 조규성, 박상혁                                             |
| 2021     | 김정훈, 황인재                                 | 송주훈, 정동윤, 김한길, 박지수, 고승범, 한찬희, 김민석, 문지환, 김경민, 지언학, 권창훈, 이영재, 김지현, 강윤성                             |
| 2022     | 신송훈, 문경건                                 | 김륜성, 김준범, 윤석주, 이유현, 이준석, 이지훈, 임승겸, 최병찬                                                                             |
| 2023     | 강현무, 김준홍                                 | 김민준, 김태현, 윤종규, 김재우, 김현욱, 이상민, 정치인, 구본철, 박민규, 이영준, 조영욱, 김동현, 김진규, 원두재, 이중민                     |
| 2024     | 김동헌, 정명제                                 | 조현택, 김대원, 서민우, 박승욱, 박수일, 이진용, 모재현, 최기윤, 홍욱현, 유강현, 이상민, 김민덕, 조진우                                     |
| 2024     | 이주현, 김태훈                                 | 이동경, 이동준, 이현식, 원기종, 박찬용, 김강산, 김준호, 박상혁, 이승원, 맹성웅, 추상훈, 최예훈, 오인표, 김승섭, 김찬, 유선, 박대원, 김경준 |
| 2025     | 백종범, 문현호                                 | 이정택, 이찬욱, 김태환, 박철우, 김이석, 박세진, 고재현, 박태준, 이건희, 이수빈, 전병관, 김주찬                                             |
| 2025     | 김민규, 김인균, 김현우, 민경현, 박진성, 임덕근 | |
| 2025     | 안준수                                         | 노경호, 박용희, 변준수, 이강현, 강민규, 정마호, 박민서, 윤재석, 이상헌, 정재민, 박만호, 김서진, 홍시후, 강주혁, 홍윤상                     |

### 역대 감독
- 취임은 공식 취임식 일자이며 취임식이 없거나 미상인 경우 공식 선임 일자를 기재한다.

| 순번 | 이름   | 취임       | 사임       | 재임시즌  | 비고 |
| ---- | ------ | ---------- | ---------- | --------- | ---- |
| 1대  | 김태완 | 2016/11/25 | 2022/11/02 | 2017-2022 |      |
| 2대  | 정정용 | 2023/05/26 |            | 2023-     |      |

## 경기장
홈 경기장은 김천종합운동장이다.

## 클럽하우스
클럽하우스는 경상북도 문경시 호계면 상무로 101에 있는 국군체육부대이다.

## 엠블럼과 마스코트
클럽 마스코트는 '슈웅이'이다. 김천시 수도산에 서식하는 반달가슴곰 K-53을 모티브로 하여 탄생했다.

## 참고 문헌
- “스포츠지원포털 등록 현황”. 대한체육회.
- “KFA 통합경기정보 시스템”. 대한축구협회.
- “K리그 데이터 포털”. 한국프로축구연맹.

## 같이 보기
- 국군체육부대
- 상무 축구단
- 광주 상무 축구단
- 상주 상무 축구단